# Condicional (programació)
En programació d'ordinadors, les sentències condicionals o expressions condicionals són característiques dels llenguatges de programació que efectuen diverses accions depenent si una condició booleana es compleix o no. Una construcció habitual és la if-then-else (si-llavors-sinó), que, si una condició es compleix, llavors executa un bloc de codi; sinó, n'efectua un altre. La sentència else és sovint opcional, i en alguns casos s'inclou la sentència else if. Aquesta afegeix una altra condició que s'executa si aquesta es compleix i la primera no. Per exemple (escrit en Python):
```
# Comparativa entre if, elif i else:

x
 
=
 
3

if
 
x
 
==
 
0
:
 
# Si x és 0

 
print
 
u
'x és 0'

elif
 
x
 
==
 
2
:
 
# Si x és 2

 
print
 
u
'x és 2'

# Aquí es podrien afegir més condicions "elif" (else-if)

else
:
 
# Si x no és 0 ni 2

 
print
 
u
'x és un altre número'

```